# Theridion femorale
Theridion femorale là một loài nhện trong họ Theridiidae.
Loài này thuộc chi Theridion. Theridion femorale được Tord Tamerlan Teodor Thorell miêu tả năm 1881.